# Gustav Zouhar (Ingenieur, 1914)
Gustav Zouhar (* 10. Juli 1914 in Brünn; † 1. November 1980 in Freiberg) war ein deutscher Ingenieur und Hochschullehrer.

## Leben
Zouhar legte 1931 in Brünn das Abitur ab und studierte danach Maschinenbau an der Technischen Hochschule Wien. Nach dem Erwerb des Diploms im Juli 1936 arbeitete er ein Jahr lang als Konstrukteur in der Wiener Hutmaschinenfabrik Bernhard Roth, dann zog er ins sächsische Hartha, wo er eine Stelle als Betriebsingenieur in der Spindelfabrik antrat. 1945 wurde er Technischer Leiter. Im gleichen Jahr trat er der SPD bei, 1946 wurde er Mitglied der SED.
1949 nahm Gustav Zouhar eine Stelle als Oberassistent am Institut für Metallformung der Bergakademie Freiberg an. Er wurde 1956 Sekretär und 1962 Leiter des zentralen Arbeitskreises Walzwerksausrüstungen der DDR. Neben seiner Arbeit in Freiberg lehrte er von 1957 bis 1968 auch an der Hochschule für Schwermaschinenbau Magdeburg. Am 29. Juni 1959 wurde er an der Bergakademie zum Dr.-Ing. promoviert.
1961 wurde Gustav Zouhar in Freiberg zum Professor für spangebende Formung, mechanische Technologie und Theorie der bildsamen Formung der Metalle berufen. Von 1966 bis 1968 wirkte er als Prodekan der Fakultät für Hüttenwesen, und nach der dritten Hochschulreform der DDR im Jahr 1968 wurde er Direktor der neugegründeten Sektion Metallurgie und Werkstofftechnik. Diese Funktion übte er bis 1971 aus, danach war er bis 1974 Prodekan der Fakultät für Technische Wissenschaften. Aus gesundheitlichen Gründen wurde er 1975 emeritiert.
Zouhar war sehr sprachbegabt. Er übersetzte Fachliteratur aus dem Russischen, Polnischen und Tschechischen ins Deutsche, z. B. das polnische Standardwerk Podstawy walcowania (Grundlagen des Walzens) von Zygmunt Wusatowski.
Gustav Zouhar starb 1980 in Freiberg. Sein Grab befindet sich auf dem Freiberger Donatsfriedhof. Seine drei Kinder studierten und promovierten ebenfalls an der Freiberger Bergakademie, Sohn Gustav junior (1939–2005) lehrte als Professor für Werkstofftechnik an der TU Dresden.

## Auszeichnungen
- Aktivist (1962)
- Verdienter Techniker des Volkes (1965)
- Ehrennadel der Kammer der Technik in Bronze (1966)
- Ehrennadel der Bergakademie (1968)
- Humboldt-Medaille In Bronze (1975)[1]

## Veröffentlichungen (Auswahl)

### Als Autor
- Umformungskräfte beim Walzen in Streckkaliberreihen (Dissertation, 1960)
- Grundlagen der bildsamen Formung (Lehrbriefreihe, 1966–1967)
- Spangebende Formung (Lehrbriefreihe, 1963–1968)

### Als Übersetzer
- P. M. Schilow: Reparatur und Montage von Bergwerksmaschinen (1956)
- Alexander Iwanowitsch Zelikow: Lehrbuch des Walzwerksbaus (1957)
- Zygmunt Wusatowski (u. a.): Wärmöfen für Walzwerke und Schmieden (1957)
- Zygmund Wusatowski: Grundlagen des Walzens (1963)